# 하나무케
〈하나무케〉 (일본어: ハナムケ)는 J-pop 그룹인 w-inds.의 21번째 싱글 작품이다.

## 수록곡
1. 하나무케 (ハナムケ)
2. Want ya
3. 물망초(勿忘草)
4. 하나무케 ()

## 타이업
하나무케: 브르봉《비타민C가무》,《하나노도가무》cm송
Want ya:Darin Zanyar 커버송.

## 차트
- 오리콘 차트 7위를 기록하였다.